# 维稳
维稳，全称維持穩定或维护国家局势和社会的整体稳定，是中华人民共和国政治术语之一。中华人民共和国官方认定是改革开放后中国共产党和中华人民共和国政府的工作重心之一。这是一类官方维持既定统治秩序、防范各种可能改变当局施政或行事的自发社会行动（社会运动）的全方位管控。
按中共官媒《人民日報》的定義，維穩的根本目的，就是維護群眾根本利益。執法者在維護公共秩序時，首先保證自己有良好秩序；捍衛社會公正時，首先展示自己能處事公正；打擊違法行為時，首先嚴格自己依法守法。這樣的維穩，才能最大限度維護群眾權益。

## 缘由和执行
由于1989年发生的六四事件对中国共产党、对中华人民共和国的執政合法性造成了一定损害。为了保持执政党和社会的稳定，北京當局开始采取重点关注“群体事件”的策略。
20世纪90年代左右，因为部分党政机关干部腐败状况有所加剧，社会贫富差距也有扩大，认为公民基本权利和民生受到越来越不公平的待遇的国民增多等原因，部分底层国民采取不合中国大陆法律的行为以获得更多权益。对此，部分地方人民政府为诸如维持社会秩序或保持政绩良好等原因，没有积极回应并且对涉事国民进行特殊对待，即维稳。
1998年3月27日，中共中央成立中央维护稳定工作领导小组，并于2000年5月11日在中华人民共和国公安部设立其办事机构中央维护稳定工作领导小组办公室。2018年3月，中央维护稳定工作领导小组及其办公室被撤销，相关职责并入中共中央政法委员会。
维稳是中国大陆党政干部政绩的重要考察指标，其指导原则为邓小平提出的“稳定压倒一切”。
維穩的骨幹力量包括加強三大武裝力量，即中國人民解放軍、中國人民武裝警察部隊和中國民兵、引入社會信用體系、大規模監控，還包括一些軟性政策，例如經營或收買媒體、用經濟利益收買人民，甚至收買上訪民眾。

## 费用支出
根據清華大學學者孫立平估計，中國大陸2010年有超過18萬宗如示威和騷亂的“群體性事件”，接近10年前數量的三倍。中國大陸2010年的维稳支出金額為5,490億元人民币，超越國防费用的5,340億元人民币。2020年，中国的维稳经费达2100亿美元，且高出同年军费7%。
根据《南方都市报》的报道，以一个在江苏省张家港市杨舍镇东莱办事处徐丰村维稳一个上访户为例：监视上访户，每天12人，三班倒，每班4人，8小时一轮换。
一些地方行政当局维稳费用部分被支付给类似北京安元鼎、秋菊山庄之类的黑监狱，作为他们违法押回上访人员的报酬。

## 舆论评价
有意见指出，当前社会本来就有许多不公平不民主的因素亟待公平解决以缓解社会矛盾，然而当局以强权压倒一切的维稳手法却反其道而行之，处处强权镇压，一味隐瞒真相，不公平的社会待遇导致民生疾苦越来越苦民怨越来越怨恨，如此维稳，实际上往往是越维越不稳。
有意见认为，地方行政当局采用暴力对付不满施政行事的民众，折射出地方权力过大，会危及中央对地方的管治。真正的“维稳”应从管制权力入手。
也有舆论批评政府财政有庞大的维稳支出，挤占了社保，医疗等这些本应大力投入的民生费用，长期来讲显然不利于社会进步，最终动摇国家稳定。
还有意见批评中共中央总书记习近平自2012年上台后实行的「反恐」实际上是对维稳模式的扩大化、暴力化，以反恐带动维稳并无限度地强化维稳。
中国民运人士王丹声称，尽管反对力量日益壮大，以至于零八宪章的推出，但中共利用犬儒主义等措施，成功地達到了打压反對力量成長的目的。